# تاج‌نگار

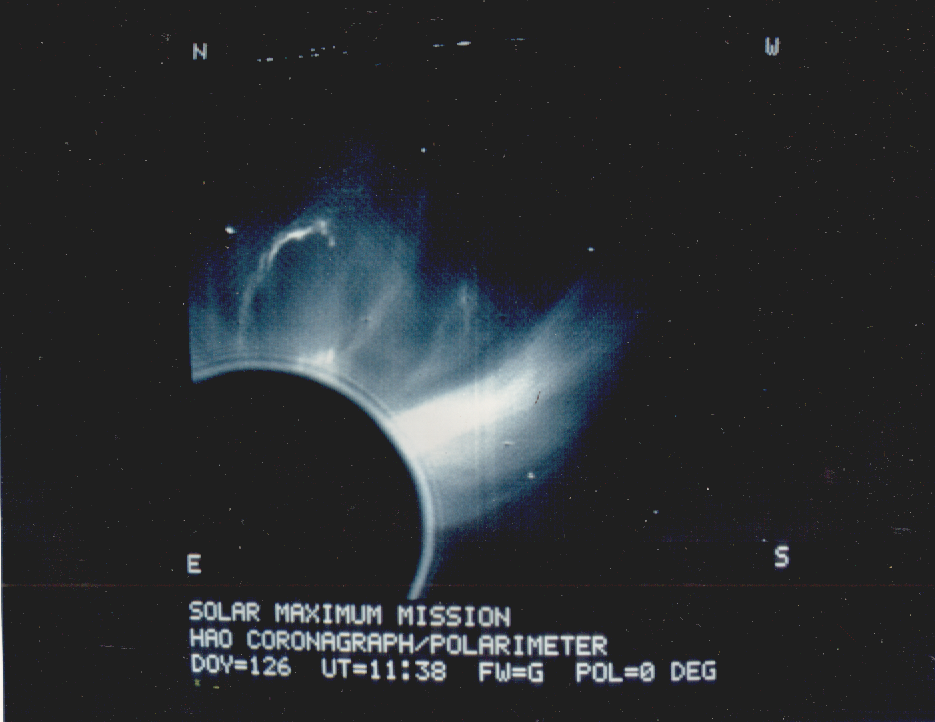
تصویر تاج‌نگاشتی خورشید.

تاج‌نگار (به انگلیسی: Coronagraph) یک قطعه تلسکوپی است که برای مسدود کردن نور مستقیم یک ستاره و در نتیجه، امکان مشاهده و رصد اجرام نزدیک آن ستاره طراحی شده‌است. در نبود تاج‌نگار، اجرام نزدیک ستاره، به‌دلیل خیرگی ناشی از نور آن، قابل مشاهده و رصد نیستند. بیشتر تاج‌نگارها به منظور برای مشاهده تاج خورشیدی به‌کار می‌روند؛ اما نمونه‌های جدیدتر این ابزار که از نظر مفهمومی با نوع خورشیدی آن مشابه هستند و تاج‌نگار ستاره‌ای نامیده می‌شوند، برای یافتن سیاره‌های فراخورشیدی و قرص‌های پیراستاره‌ای در پیرامون ستاره‌های نزدیک به آن‌ها و کهکشان‌های میزبان در اختروش‌ها و دیگر اجرام مشابه با هسته کهکشانی فعال به‌کار می‌روند.
به‌عنوان نمونه، ابزارهای تصویربرداری در تلسکوپ فضایی هابل و تلسکوپ فضایی جیمز وب از تاج‌نگار بهره می‌گیرند.